# 劉時秋
劉時秋（1531年—？），字義甫，彭城衛官籍，順天府通州寶坻縣人，明朝政治人物。

## 生平
嘉靖三十四年（1555年）乙卯科順天府鄉試第二十六名舉人。嘉靖四十一年（1562年）中式壬戌科會試第一百五十三名，三甲第一百二十名進士。授武昌府推官，历官户部员外郎，隆慶二年二月升山西按察司佥事，五年正月升山东布政使司右参议。

## 家族
曾祖劉忠，指揮僉事；祖父劉鳳，指揮僉事；父劉承宗，指揮僉事。母王氏，封恭人；繼母余氏。具庆下。兄時春（指挥佥事）；時夏。子劉有餘，萬曆己丑進士。